# 33e sessie van de Commissie voor het Werelderfgoed

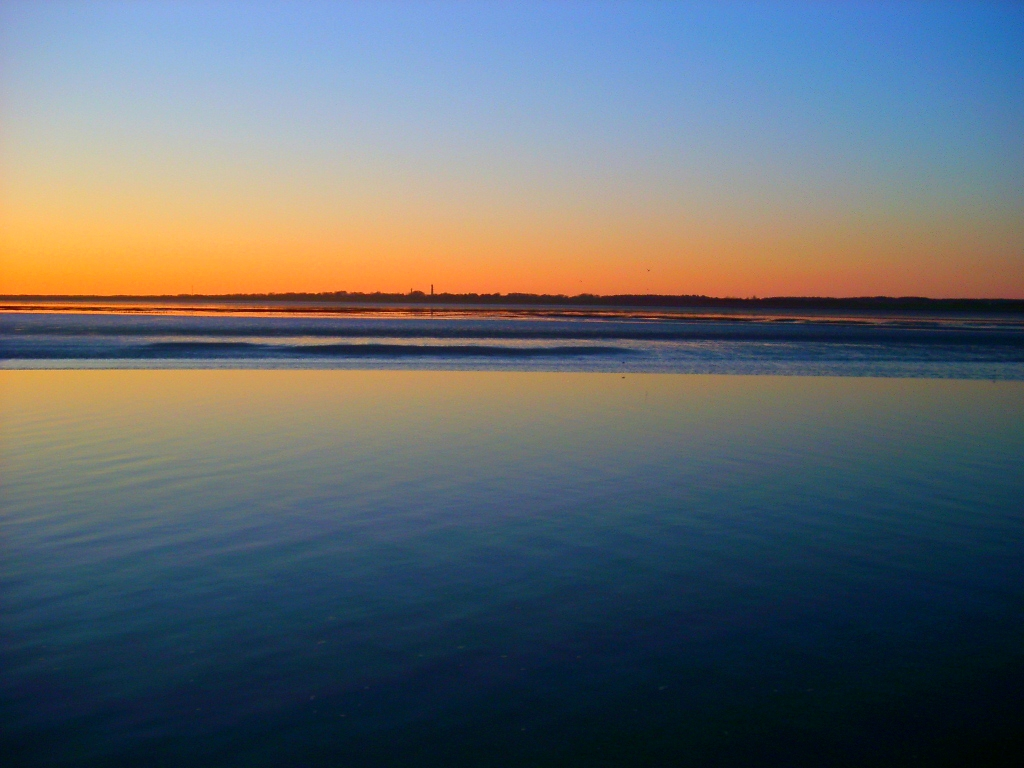
Waddenzee (Duitsland en Nederland)

De 33e sessie van de Commissie voor het Werelderfgoed vond van 22 tot 30 juni 2009 plaats in Sevilla in Spanje. Er werden dertien nieuwe locaties aan de lijst toegevoegd, drie werden er op de rode lijst geplaatst, en één werd er afgevoerd.

## Wijzigingen in 2009
Dit jaar zijn 30 nieuwe werelderfgoedlocaties genomineerd waarvan 4 in de categorie natuur, 23 in de categorie cultuur en 3 in de categorie gemengd werelderfgoed. Vier van de nominaties hebben een grensoverschrijdend karakter (waaronder de Waddenzee in Nederland en Duitsland). Er zijn 7 uitbreidingen van bestaande locaties voorgesteld.

### Nieuw
De volgende 13 werelderfgoederen zijn toegevoegd aan de lijst:
- De Waddenzee, in Duitsland en Nederland[2]
- Het Stocletpaleis, in Sint-Pieters-Woluwe, in België[3][4]
- De Dolomieten, in Italië[2]
- De berg Wutai Shan, in China[5]
- De heilige berg Soelajman-Too, in Kirgizië[6]
- Shushtar historisch hydraulisch systeem - Bruggen, dammen, kanalen, gebouwen en watermolens van het verleden tot het heden, in Iran[6]
- Koninklijke tombes van de Joseondynastie, in Zuid-Korea[6]
- De ruïnes van Loropéni, in Burkina Faso[7]
- Cidade Velha, historisch centrum van Ribeira Grande, in Kaapverdië[8]
- De Herculestoren, in Spanje[9]
- La Chaux-de-Fonds en Le Locle, centrum van de horloge- en uurwerkvervaardiging, in Zwitserland[9]
- Het Pontcysyllte-aquaduct en kanaal, in het Verenigd Koninkrijk[10]
- Heilige stad van Caral-Supe, in Peru[11]

### Uitbreidingen
- Tubbataha Riffen Natural Park (uitbreiding van het Maritiem park van de Tubbataha-riffen, in de Filipijnen[2]
- Uitbreiding van de Grote Zoutwerken van Salins-les-Bains tot de Koninklijke zoutziederij van Arc-et-Senans, de productie van zout in zoutpannen (Uitbreiding van de Koninklijke zoutziederij van Arc-et-Senans), in Frankrijk[10]
- Levoča en het werk van Meester Paul in Spiš (Uitbreiding van Spišský hrad en zijn cultuurmonumenten), in Slowakije[11]

### Van de lijst afgehaald
Een 18 kilometer lang gedeelte van het dal van de Elbe, waaronder ook een gedeelte van Dresden, werd door UNESCO in juli 2004 tot werelderfgoed verklaard. Als gevolg van plannen voor de bouw van de Waldschlösschenbrug, kwam het twee jaar later op de rode lijst. Op 25 juni 2009 werd het Elbedal weer verwijderd van de werelderfgoedlijst, omdat de stad de bouw van de Waldschlösschenbrug belangrijker vond dan de plaats op deze lijst.

### Verwijderd van de Lijst van bedreigd werelderfgoed
- Bakoe met Shirvanshahpaleis en Maagdentoren, in Azerbeidzjan[13]

### Toegevoegd aan de Lijst van bedreigd werelderfgoed
- Nationaal park Los Katios, in Colombia[14]
- Barrièrerif van Belize in, Belize[14]
- Historische monumenten van Mtscheta, in Georgië[15]

## Nominaties
De volgende locaties zijn wel genomineerd maar in 2009 (nog) niet opgenomen op de werelderfgoedlijst

### Natuur
- Rusland: Lena Pillars Nature Park
- Zuid-Korea: Korea's Cretaceous Dinosaur Coast

### Cultuur
- Argentinië, België, Frankrijk, Duitsland, Japan, Zwitserland: De architectuur en stedelijke werken van Le Corbusier
- Bosnië en Herzegovina: Cultureel eigendom van de historische stad Jajce
- Brazilië: Gold Route in Paraty en landschap
- China: Historische monumenten van de Songshanberg

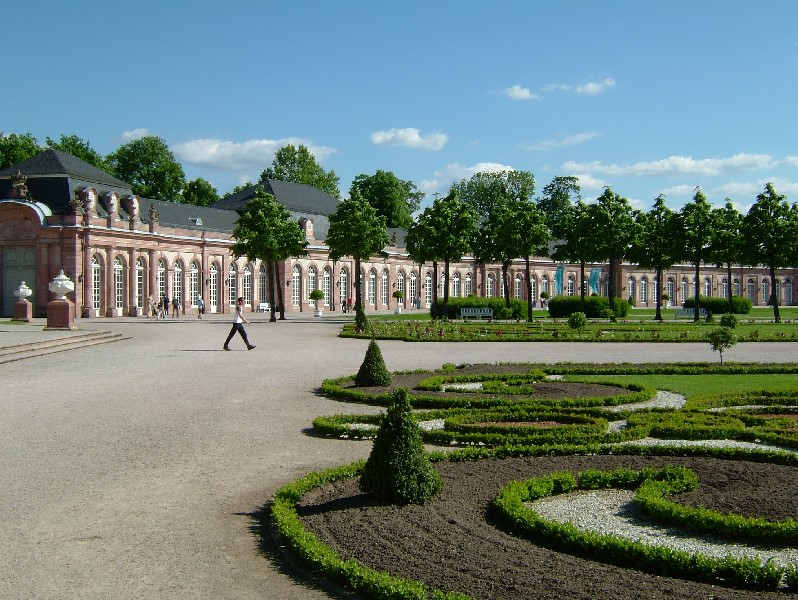
Slot Schwetzingen

- Duitsland: Slot Schwetzingen - Zomerresidentie en tuin van de keurvorsten
- Frankrijk: Tsjechië en Slowakije: Locaties van Groot-Moravië: Slavische gefortificeerde nederzetting bij Mikulčice - Kerk van St. Margaretha van Antiochië in Kopčany
- Frankrijk: De Causses en de Cevennen
- Israël: De Triple-arch Gate in Dan
- Italië: Italia Langobardorum. Places of power and worship (568-774 A.D.)
- Ivoorkust: Historisch stadscentrum van Grand-Bassam
- Mexico, Slovenië en Spanje: De Mercury and Silver Binomial on the Intercontinental Camino Real. Almadén, Idrija en San Luis Potosí
- Oostenrijk: De stad Graz - Historisch centrum en Schloss Eggenberg (Uitbreiding inschrijving 'Historisch centrum Graz')
- Pakistan: Mehrgarh, Rehman Dheri en Harappa als een uitbreiding op de Indus Valley Civilization Sites (Uitbreiding van de Archeologische ruïnes in Mohenjodaro)
- Roemenië: Kerk van de Resurrection van het Sucevița klooster (Uitbreiding van de kerken van Moldavië)
- Sri Lanka:  Seruwila Mangala Raja Maha Viharaya (Uitbreiding van de Heilige stad Kandy)
- Wit-Rusland: Materieel en spiritueel erfgoed van de heilige Eufrozyna Połocka, Polatsk
- Zweden: Boerderijen en dorpen in Hälsingland

### Natuur/cultuur
- Kroatië: Natuurpark Lonjsko polje - Biotoop aan de Sava
- Moldavië: Het cultuurlandschap van Orheuil Vechi